# Al-Ittihad Jeddah (bóng rổ)
Al-Ittihad Jeddah là một câu lạc bộ bóng rổ có trụ sở ở thành phố Jeddah ở tỉnh Makkah, Ả Rập Xê Út thi đấu ở Giải ngoại hạng Ả Rập Xê Út.

## Thành tích
- Vô địch Giải ngoại hạng Ả Rập Xê Út: 1996, 1997, 1998, 1999, 2000, 2001, 2004, 2005, 2006, 2007, 2009, 2010, 2011, 2013, 2016, 2017[2]
- Vô địch Alnokhbah Championship: 1996, 2000, 2001, 2002, 2004, 2005, 2007, 2009, 2012, 2014[3]
- Vô địch Prince Faisal bin Fahad Cup: 2004, 2005, 2006[4]
- Arab Club Basketball Championship: thứ 1 (2004); thứ 2 (2006); thứ 3 (2007); thứ 4 (2005)
- FIBA Asia Champions Cup: thứ 1 (2001); thứ 2 (2000, 2002)

## Đội hình hiện tại
Lưu ý: Quốc kỳ cho đội tuyển quốc gia được xác định tại quy chuẩn FIBA. Các cầu thủ có quốc tịch không thuộc FIBA sẽ không được hiển thị.

## Vận động viên đáng chú ý
- Ali Al-Maghribi
- Mahmoud Abdul-Rauf
- Jermaine Beal
- God Shammgod
- Jeremy Simmons